# Косаница
Косаница је насеље у општини Пљевља у Црној Гори. Према попису из 2003. било је 192 становника (према попису из 1991. било је 253 становника). 

## Клима
Село Косаница, смештено на око 1.250 метара надморске висине, важи за најхладније насеље у Црној Гори. У последњих неколико година, након постављања метеоролошке станице у близини школског објекта од стране Завода за хидрометеорологију и сеизмологију Црне Горе, званично се бележе екстремно ниске температуре, што је допринело широј препознатљивости села. Температуре зими често падају испод -30 °C, а најхладнији део села је засеок Јовићи. 
Мештани Косанице наводе да се у том крају зима често пореди са сибирском, те да се чак и лети знају бележити температуре у минусу, услед специфичне микроклиме коју стварају бројни понори – најпознатији међу њима су Косанички и Битински понор, дубоки и до 1.300 метара. Те геолошке формације утичу на нагло хлађење после заласка сунца, појаву магле и измрзавање тла, што утиче и на пољопривредну производњу. 
Становништво се временом навикло на сурове климатске услове, али су управо они један од главних разлога исељавања из овог краја. Број ученика у локалној школи је знатно опао, па их је данас само 14. Упркос томе, у селу се одржава живот, уз напоре да се инфраструктура и услови побољшају.

## Демографија
У насељу Косаница живи 151 пунолетни становник, а просечна старост становништва износи 40,8 година (38,2 код мушкараца и 43,2 код жена). У насељу има 57 домаћинстава, а просечан број чланова по домаћинству је 3,37.
Ово насеље је углавном насељено Србима (према попису из 2003. године), а у последња три пописа, примећен је пад у броју становника.
|  |

| Демографија | Демографија | Демографија |
| Година      | Становника  | Становника  |
| ----------- | ----------- | ----------- |
|             |             |             |
|             |             |             |
|             |             |             |
|             |             |             |
| 1948.       | 497         |             |
| 1953.       | 542         |             |
| 1961.       | 602         |             |
| 1971.       | 556         |             |
| 1981.       | 379         |             |
| 1991.       | 253         | 253         |
| 2003.       | 192         | 192         |
|             |             |             |

| Етнички састав према попису из 2003.‍ | Етнички састав према попису из 2003.‍ | Етнички састав према попису из 2003.‍ | Етнички састав према попису из 2003.‍ | Етнички састав према попису из 2003.‍ |
| ------------------------------------ | ------------------------------------ | ------------------------------------ | ------------------------------------ | ------------------------------------ |
|                                      |                                      |                                      |                                      |                                      |
| Срби                                 | Срби                                 |                                      | 142                                  | 73,95%                               |
| Црногорци                            | Црногорци                            |                                      | 32                                   | 16,66%                               |
| Муслимани                            | Муслимани                            |                                      | 9                                    | 4,68%                                |
| непознато                            | непознато                            |                                      | 9                                    | 4,68%                                |

| Година пописа     | 1948. | 1953. | 1961. | 1971. | 1981. | 1991. | 2003. |
| ----------------- | ----- | ----- | ----- | ----- | ----- | ----- | ----- |
| Број домаћинстава | 86    | 102   | 114   | 106   | 93    | 77    | 57    |

| Број чланова      | 1  | 2  | 3  | 4  | 5 | 6 | 7 | 8 | 9 | 10 и више | Просек |
| ----------------- | -- | -- | -- | -- | - | - | - | - | - | --------- | ------ |
| Број домаћинстава | 57 | 10 | 15 | 10 | 7 | 6 | 3 | 2 | 4 | 0         | 0      |

| Пол    | Укупно | Неожењен/Неудата | Ожењен/Удата | Удовац/Удовица | Разведен/Разведена | Непознато |
| ------ | ------ | ---------------- | ------------ | -------------- | ------------------ | --------- |
| Мушки  | 73     | 26               | 44           | 3              | 0                  | 0         |
| Женски | 79     | 14               | 42           | 20             | 2                  | 1         |
| УКУПНО | 152    | 40               | 86           | 23             | 2                  | 1         |

| Пол    | Укупно                    | Пољопривреда, лов и шумарство | Рибарство                            | Вађење руде и камена | Прерађивачка индустрија       |
| ------ | ------------------------- | ----------------------------- | ------------------------------------ | -------------------- | ----------------------------- |
| Мушки  | 43                        | 29                            | 0                                    | 1                    | 0                             |
| Женски | 28                        | 24                            | 0                                    | 0                    | 0                             |
| УКУПНО | 71                        | 53                            | 0                                    | 1                    | 0                             |
| Пол    | Производња и снабдевање   | Грађевинарство                | Трговина                             | Хотели и ресторани   | Саобраћај, складиштење и везе |
| Мушки  | 0                         | 2                             | 1                                    | 1                    | 0                             |
| Женски | 0                         | 0                             | 0                                    | 0                    | 0                             |
| УКУПНО | 0                         | 2                             | 1                                    | 1                    | 0                             |
| Пол    | Финансијско посредовање   | Некретнине                    | Државна управа и одбрана             | Образовање           | Здравствени и социјални рад   |
| Мушки  | 0                         | 0                             | 3                                    | 4                    | 1                             |
| Женски | 0                         | 0                             | 0                                    | 3                    | 0                             |
| УКУПНО | 0                         | 0                             | 3                                    | 7                    | 1                             |
| Пол    | Остале услужне активности | Приватна домаћинства          | Екстериторијалне организације и тела | Непознато            | Непознато                     |
| Мушки  | 0                         | 0                             | 0                                    | 1                    | 1                             |
| Женски | 0                         | 0                             | 0                                    | 1                    | 1                             |
| УКУПНО | 0                         | 0                             | 0                                    | 2                    | 2                             |